# Aéroport international de Gold Coast
L'aéroport international de Gold Coast, aussi appelé Aéroport de Coolangatta jusqu'en 1999, (code IATA : OOL • code OACI : YBCG), est un aéroport domestique et international situé à Coolangatta, à l'est de l'Australie, à la limite des États du Queensland et de la Nouvelle-Galles du Sud. Il dessert essentiellement la ville de Gold Coast (car l'entrée de l'infrastructure se trouve sur le territoire de cette conurbation du Queensland), à environ 100 km au sud de Brisbane, la capitale de cet État.

## Statistiques
Pour des raisons techniques, il est temporairement impossible d'afficher le graphique qui aurait dû être présenté ici.

Voir la requête brute et les sources sur Wikidata.

## Situation
| Alice Springs Sydney Melbourne Brisbane Perth Adélaïde Darwin Gold Coast Cairns Hobart Canberra Townsville Launceston Newcastle Mackay Sunshine Coast Port Hedland Ayers Rock-Uluru |

## Compagnies aériennes et destinations

### Passagers
| Compagnies                                              | Destinations |
| ------------------------------------------------------- | --- |
| AirAsia X                                               | Auckland, Kuala Lumpur |
| Air New Zealand                                         | Auckland, Christchurch |
| Hong Kong Airlines                                      | Hong Kong, |
| JETGO Australia                                         | Albury, Rockhampton (en), Townsville, Wagga Wagga (en) |
| Jetstar Airways                                         | Adélaïde, Auckland, Cairns, Christchurch, Melbourne-Avalon, Melbourne-Tullamarine, Newcastle (Nouvelle Galles du Sud), Perth, Queenstown, Sydney-K. Smith, Tokyo-Narita, Wellington |
| Qantas                                                  | Melbourne-Tullamarine, Sydney-K. Smith |
| QantasLink opéré par Cobham Aviation Services Australia | Melbourne-Tullamarine, Sydney-K. Smith |
| Scoot                                                   | Singapour-Changi |
| Seair Pacific                                           | Charter : Île Lady Elliot |
| Virgin Australia                                        | Adélaïde, Auckland, Canberra, Melbourne-Tullamarine, Sydney-K. Smith |

Édité le 16/02/2018

### Fret
| Compagnies                            | Destinations                                |
| ------------------------------------- | ------------------------------------------- |
| Toll Priority opéré par Toll Aviation | Ballina, Bankstown, Brisbane, Coffs Harbour |